# Ерниязов, Алимжан Канагатович
Ерниязов Алимжан Канагатович  (9 апреля 1955, Казалинск, Кзыл-Ординской область, Казахская ССР) — представитель высшего командования Вооружённых сил Республики Казахстан, генерал-майор, командующий войсками регионального командования «Запад» (2008-2009)

## Образование
- 1977 — Алма-Атинское высшее общевойсковое командное училище им. И. С. Конева.
- 1987 — Военная академия им. М. В. Фрунзе
- 2002 — Высшие академические курсы Академии Генерального Штаба ВС РФ

## Служба в Советской Армии
По окончании военного училища назначен командиром мотострелкового взвода, в дальнейшем — командир роты, начальник штаба мотострелкового батальона.
Служил в составе ОКСВА в период с 1980 по 1981 год, командиром мотострелкового взвода а после и командиром мотострелковой роты в 66-й омсбр.
Награждён орденом Красной Звезды.
По окончании Академии занимал должности командира полка, заместителя командира дивизии, начальника базы хранения вооружения и техники.

## Служба в ВС РК
Начальник Главного управления арсеналов и баз боеприпасов, начальник учебного центра сухопутных войск.
Май 2006 — сентябрь 2007 — заместитель командующего войсками регионального командования «Запад».
Сентябрь 2007 — ноябрь 2008 — первый заместитель командующего войсками регионального командования «Запад» — начальник штаба.
С 6 ноября 2008 по 28 июля 2009 — командующий войсками регионального командования «Запад».
С июня 2014 года — начальник департамента по делам обороны Кызылординской области.

## Награды
- Медаль «20 лет Астане» (2018)[5]
- Орден Почётного легиона США офицерской степени.
- Орден За службу Родине в ВС СССР 3-й степени.
- Орден Красной Звезды[6] (1980)